# Burelles
Pour l’article ayant un titre homophone, voir Burel.
Burelles est une commune française située dans le département de l'Aisne en région Hauts-de-France.
Ce village, situé sur les rives de la Brune, occupe une position stratégique au croisement d'une des voies reliant Vervins à Laon et de la route qui longe au sud la vallée de cette rivière.

## Géographie

### Localisation
Le village se situe à 7,1 km par la route ou à 5,9 km à vol d'oiseau de Vervins, chef-lieu du canton et de l'arrondissement de la commune. Les communes limitrophes de Burelles sont : Gronard, Hary, Braye-en-Thiérache, Tavaux-et-Pontséricourt, Bosmont-sur-Serre et Prisces.

### Communes limitrophes
La commune la plus proche, qui est Gronard, en orthodromie, se situe à 1,5 km de Burelles. La commune se trouve à 39,8 km de Laon par la route ou à 30,7 km à vol d'oiseau. Par rapport à Paris, la commune est à 152,1 km à vol d'oiseau ou à 172 km par la route.

### Géologie et relief
Le sol géologique de la commune date du Turonien supérieur. Elle est principalement d'un limon lœssique avec au nord des alluvions anciennes correspondant à la vallée de la Brune. Au niveau du relief, l'altitude de la commune varie de 101 mètres à 181 mètres d'altitude. Le village de Burelles est bâti sur une pente d'un coteau des rives de la Brune. La mairie de la commune se situe à 120 mètres d'altitude.

### Hydrographie
La commune est située dans le bassin Seine-Normandie. Elle est drainée par la rivière Brune, le ruisseau du Ponceau, le cours d'eau 01 de la commune de Burelles et un autre petit cours d'eau,.
La Brune sert de délimitation entre les communes de Burelles, d'Hary et de Gronard. D'une longueur de 37 km, elle prend sa source dans la commune de Brunehamel et se jette  dans le Vilpion à Thiernu, après avoir traversé 20 communes.
Le ruisseau du Ponceau prend sa source dans la commune de Braye-en-Thiérache à la limite de la forêt domaniale du Val Saint Pierre. Elle traverse la ferme du Val Saint-Pierre puis le lieu de la Correrie. Elle passe alors sur le territoire de la commune de Burelles où elle passe par la ferme ou moulin du Ponceau avant de se jeter dans la Brune. Ce cours d'eau est long d'environ 5 km.

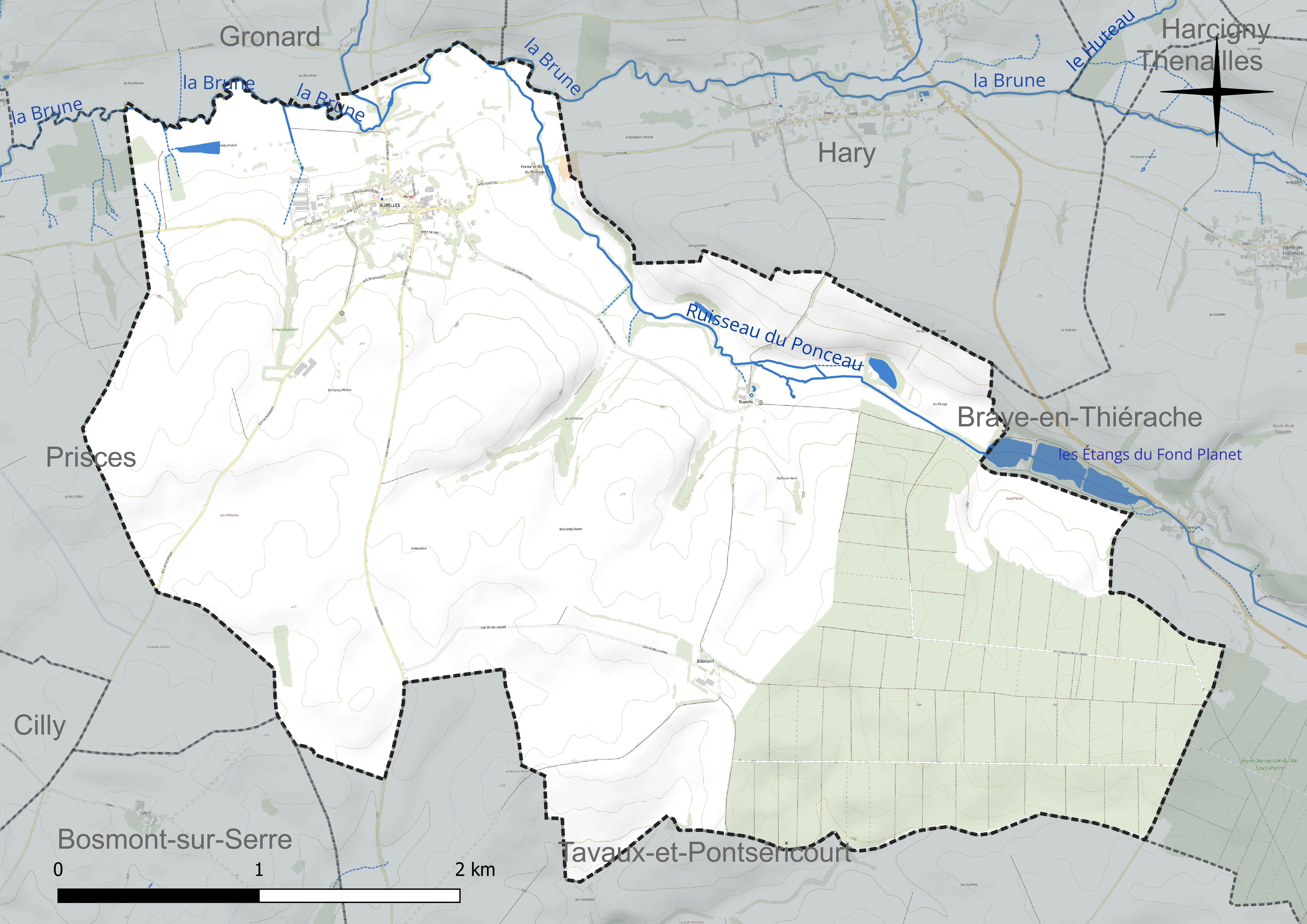
Réseau hydrographique de Burelles.

Un plan d'eau complète le réseau hydrographique : les étangs du Fond Planet, d'une superficie totale de 5,9 ha (0,1 ha sur la commune),.

### Climat
Pour des articles plus généraux, voir Climat des Hauts-de-France et Climat de l'Aisne.
En 2010, le climat de la commune est de type climat des marges montargnardes, selon une étude du CNRS s'appuyant sur une série de données couvrant la période 1971-2000. En 2020, Météo-France publie une typologie des climats de la France métropolitaine dans laquelle la commune est exposée à un climat océanique altéré et est dans la région climatique Nord-est du bassin Parisien, caractérisée par un ensoleillement médiocre, une pluviométrie moyenne régulièrement répartie au cours de l'année et un hiver froid (3 °C).
Pour la période 1971-2000, la température annuelle moyenne est de 10,1 °C, avec  une amplitude thermique annuelle de 15 °C. Le cumul annuel moyen de précipitations est de 792 mm, avec 12,3 jours de précipitations en janvier et 9,5 jours en juillet. Pour la période 1991-2020 la température moyenne annuelle observée sur la station météorologique la plus proche, située sur la commune de Fontaine-lès-Vervins à 8 km à vol d'oiseau, est de 10,5 °C et le cumul annuel moyen de précipitations est de 826,3 mm,. Pour l'avenir, les paramètres climatiques de la commune estimés pour 2050 selon différents scénarios d'émission de gaz à effet de serre sont consultables sur un site dédié publié par Météo-France en novembre 2022.

### Voie de communication et de transports

#### Voies routières
Le village de Burelles est traversé, dans un axe ouest-est, par la D 61, allant de Rogny à Hary en passant par Prisces, et par la D 51 allant de Vervins à Bosmont-sur-Serre dans un axe nord-sud. La D 587 relie la commune à Tavaux-et-Pontséricourt. Un autre axe dénommée D 37, situé dans la vallée de la Brune, relie la RN 2 à hauteur de Lugny à la D 966 à hauteur d'Hary. Son tracé se poursuit au-delà d'Hary mais cet axe ne traverse pas le territoire de la commune et elle croise la D 51. L'entrée d'autoroute le plus proche de Burelles est la sortie 13 de l'A26.

#### Transports
Une ligne de bus de la RTA relie Burelles à Vervins ou à Harcigny. À part les transports en bus, il n'existe aucun autre moyen de transport en commun permettant de desservir la commune.

## Urbanisme

### Typologie
Au 1er janvier 2024, Burelles est catégorisée commune rurale à habitat dispersé, selon la nouvelle grille communale de densité à 7 niveaux définie par l'Insee en 2022.
Elle est située hors unité urbaine et hors attraction des villes,.

### Occupation des sols
L'occupation des sols de la commune, telle qu'elle ressort de la base de données européenne d'occupation biophysique des sols Corine Land Cover (CLC), est marquée par l'importance des territoires agricoles (76 % en 2018), une proportion identique à celle de 1990 (76 %). La répartition détaillée en 2018 est la suivante : 
terres arables (64,1 %), forêts (22 %), prairies (11,9 %), zones urbanisées (2 %).
L'évolution de l'occupation des sols de la commune et de ses infrastructures peut être observée sur les différentes représentations cartographiques du territoire : la carte de Cassini (XVIIIe siècle), la carte d'état-major (1820-1866) et les cartes ou photos aériennes de l'IGN pour la période actuelle (1950 à aujourd'hui).

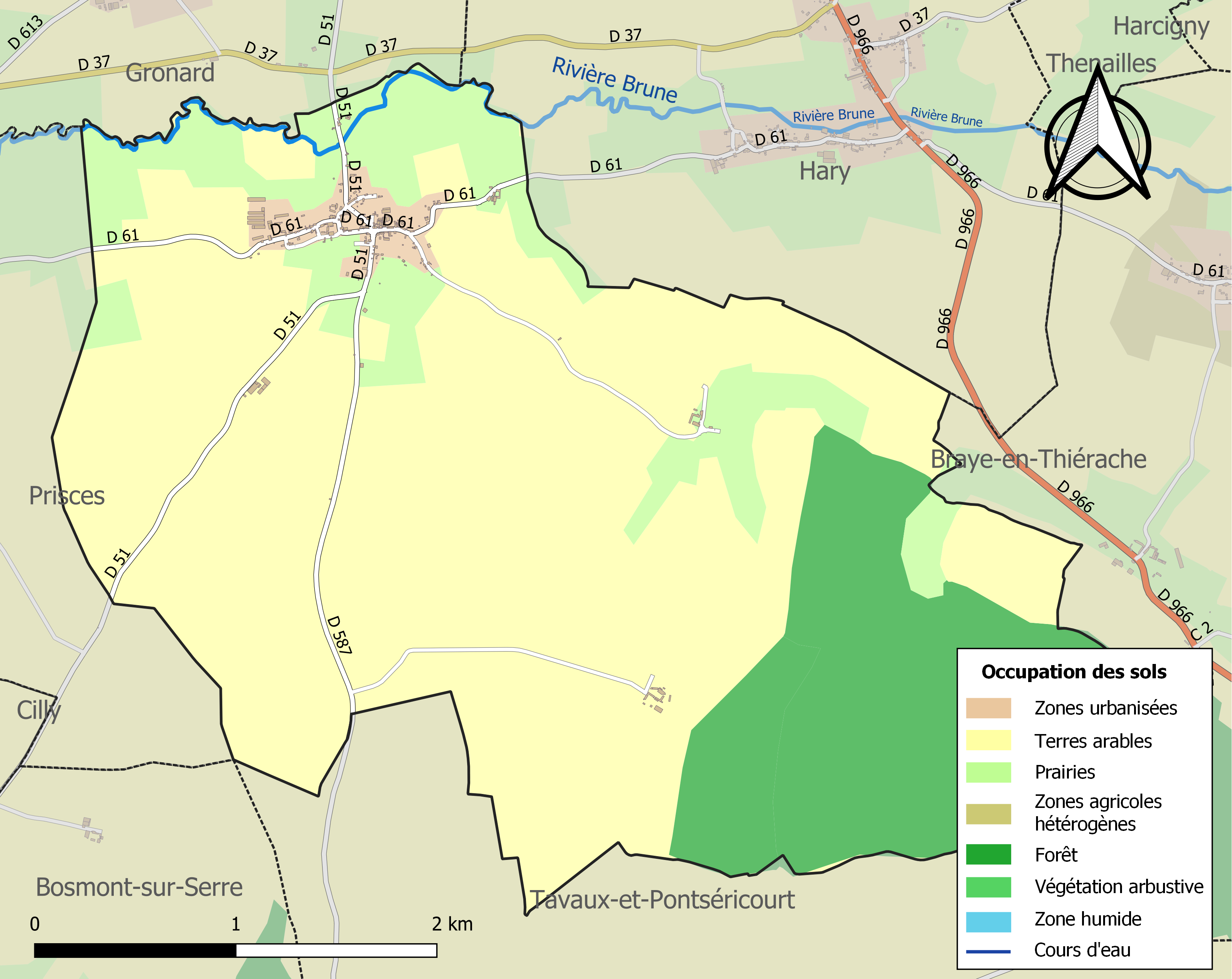
Carte des infrastructures et de l'occupation des sols de la commune en 2018 (CLC).

## Toponymie

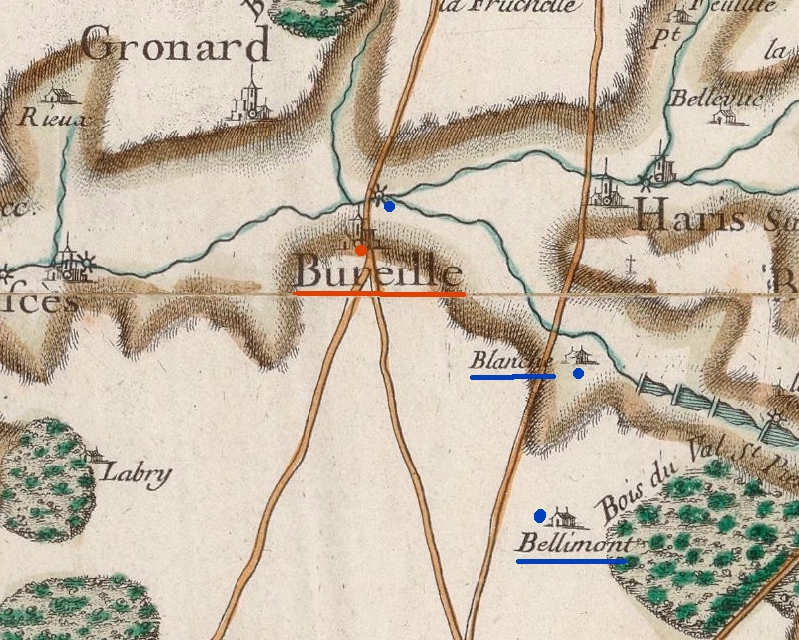
Carte de Cassini du secteur
(vers 1750).

Le nom de la localité est attesté sous les formes Buruelles en 1147 ; Buroles en 1160 (cartulaire de l'abbaye de Thenailles) ; Altare de Burol en 1179 ; Burolis en 1179 ; Terra de Buioles en 1200 ; Boureulles en 1228 (cartulaire de l'abbaye de Thenailles) ; Burolie en 1324 ; Bureulles en 1340 ; Bureules en 1362 ; Burrueles en 1363 ; Burellez en 1410 ; Burolles en 1416 ; Bureuilles en 1585 ; Bureuille en 1621 ; Burelles-in-Thiraschia en 1664  (archives communales de Martigny-en-Laonnois) ; Bureilles en 1681 ; Paroisse Saint-Martin de Bureille en 1685  (archives communales) ; Bureul en 1717 (archives départementales de l'Aisne) ; Bureille vers 1750 (carte de Cassini) vers 1750 et enfin l'appellation actuelle Burelle au XIXe siècle,.
De l'oïl bure, désignant à l'origine une habitation rurale, « hutte, habitation, étable », avec un suffixe diminutif.
Les habitants de la commune s'appellent les Burellois et les Burelloises.

## Histoire
Fortifications des églises 

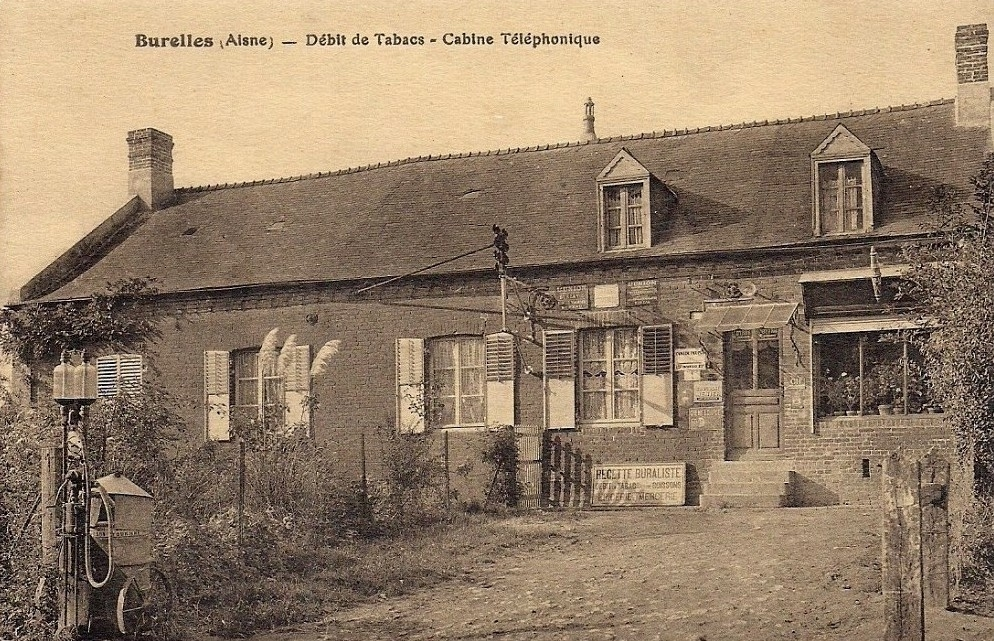
Carte postale du village vers 1920.

Lors de la Guerre franco-espagnole de 1635 à 1659, les villages de la région furent constamment ravagés aussi bien par les troupes françaises qu'étrangères. C'est à cette époque que les villages de Thiérache, comme Burelles, transforment leur clocher en forteresse pour permettre aux habitants de s'y réfugier an cas d'attaque.

Carte de Cassini

La carte de Cassini montre qu'au XVIIIe siècle, Burelle est une paroisse située sur le ruisseau de  la Brune.
Un moulin à eau symbolisé par une roue dentée est représenté ; en 1883, deux moulins à eau "faisant le blé farine" étaient ne activité sur la commune.

À l'est sont représentées deux fermes qui existent encore de nos jours, La Ferme Blanche qui doit son nom à la source blanche (juxta album fontem en l'an 1200) et Bellimont. 

Une monographie consultable sur le site des archives départementales de l'Aisne a été écrite en 1884 par M. Dequesne.

Le moulin du Pontreau est représenté sur le ruisseau sur le plan de 1824.

Première Guerre mondiale

Le 30 août 1914, soit moins d'un mois après la déclaration de la guerre, le village est occupé par les troupes allemandes après la défaite de l'armée française lors de la bataille de Guise. Pendant toute la guerre, Burelles restera loin du front qui se stabilisera à environ 150 km à l'est aux alentours de Péronne. Les habitants vivront sous le joug des Allemands : réquisitions de logements, de matériel, de nourriture, travaux forcés. Ce n'est que début novembre 1918 que les Allemands seront chassés du village par les troupes françaises.

## Politique et administration

### Découpage territorial
La commune de Burelles est membre de la communauté de communes de la Thiérache du Centre, un établissement public de coopération intercommunale (EPCI) à fiscalité propre créé le 31 décembre 1992 dont le siège est à La Capelle. Ce dernier est par ailleurs membre d'autres groupements intercommunaux.
Sur le plan administratif, elle est rattachée à l'arrondissement de Vervins, au département de l'Aisne et à la région Hauts-de-France. Sur le plan électoral, elle dépend du  canton de Vervins pour l'élection des conseillers départementaux, depuis le redécoupage cantonal de 2014 entré en vigueur en 2015, et de la troisième circonscription de l'Aisne  pour les élections législatives, depuis le dernier découpage électoral de 2010.

### Administration municipale
| Période                                  | Période                       | Identité           | Étiquette | Qualité                                                      |
| ---------------------------------------- | ----------------------------- | ------------------ | --------- | ------------------------------------------------------------ |
| Les données manquantes sont à compléter. |                               |                    |           |                                                              |
| mars 2001                                | 16 octobre 2015               | Philippe Yverneau, | DVD       | Retraité de l'agriculture                                    |
| décembre 2015                            | En cours (au 11 juillet 2020) | Damien Yverneau    | DVD       | Agriculteur Fils du précédent Réélu pour le mandat 2020-2026 |

## Démographie
L'évolution du nombre d'habitants est connue à travers les recensements de la population effectués dans la commune depuis 1793. Pour les communes de moins de 10 000 habitants, une enquête de recensement portant sur toute la population est réalisée tous les cinq ans, les populations de référence des années intermédiaires étant quant à elles estimées par interpolation ou extrapolation. Pour la commune, le premier recensement exhaustif entrant dans le cadre du nouveau dispositif a été réalisé en 2005.

En 2022, la commune comptait 123 habitants, en évolution de −4,65 % par rapport à 2016 (Aisne : −1,97 %, France hors Mayotte : +2,11 %).
| 1793 | 1800 | 1806 | 1821 | 1831 | 1836 | 1841 | 1846 | 1851 |
| ---- | ---- | ---- | ---- | ---- | ---- | ---- | ---- | ---- |
| 450  | 443  | 466  | 507  | 514  | 527  | 512  | 539  | 561  |

| 1856 | 1861 | 1866 | 1872 | 1876 | 1881 | 1886 | 1891 | 1896 |
| ---- | ---- | ---- | ---- | ---- | ---- | ---- | ---- | ---- |
| 503  | 520  | 505  | 508  | 530  | 500  | 467  | 467  | 390  |

| 1901 | 1906 | 1911 | 1921 | 1926 | 1931 | 1936 | 1946 | 1954 |
| ---- | ---- | ---- | ---- | ---- | ---- | ---- | ---- | ---- |
| 366  | 353  | 314  | 302  | 300  | 254  | 234  | 251  | 208  |

| 1962 | 1968 | 1975 | 1982 | 1990 | 1999 | 2005 | 2006 | 2010 |
| ---- | ---- | ---- | ---- | ---- | ---- | ---- | ---- | ---- |
| 208  | 199  | 175  | 171  | 182  | 154  | 150  | 148  | 138  |

| 2015 | 2020 | 2022 | - | - | - | - | - | - |
| ---- | ---- | ---- | - | - | - | - | - | - |
| 129  | 128  | 123  | - | - | - | - | - | - |

## Culture locale et patrimoine

### Lieux et monuments
- Église Saint-Martin, une des églises fortifiées de Thiérache les plus imposantes[37].
- Presbytère, index base Mérimée IA02000427.
- Monument aux morts, mémorial de guerre.
- Lavoir.

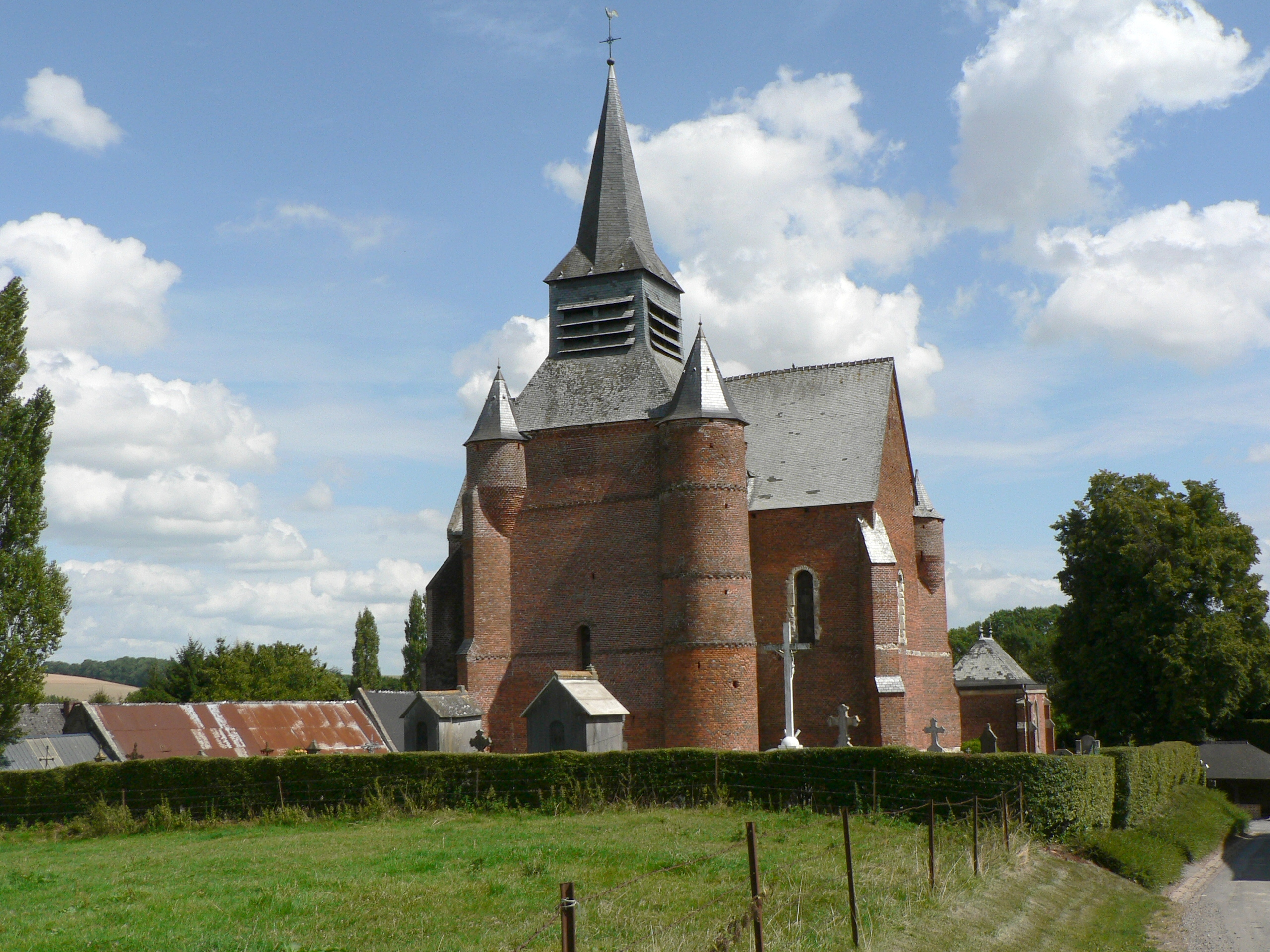
Église fortifiée de Burelles.
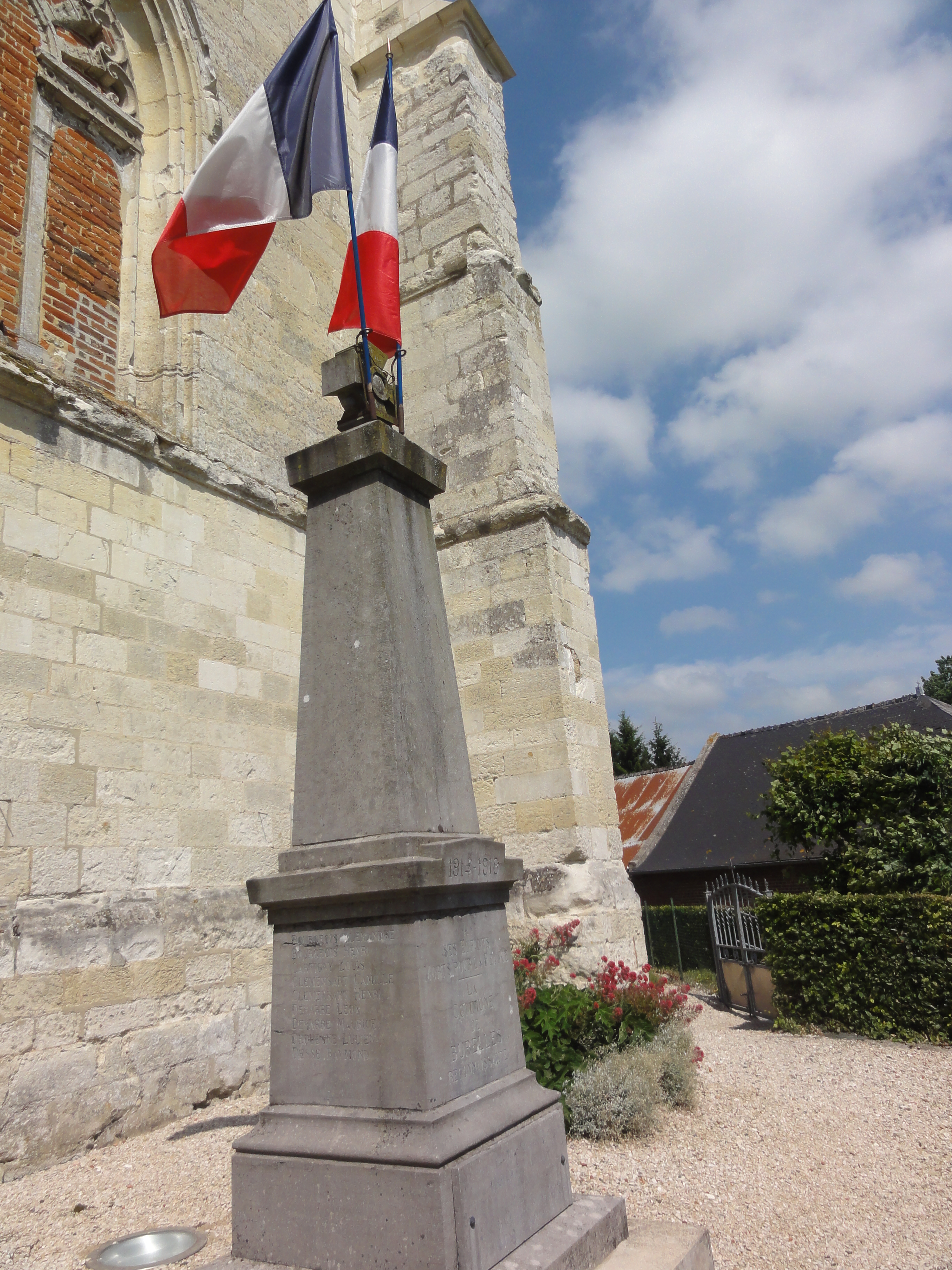
Monument aux morts au cimetière.
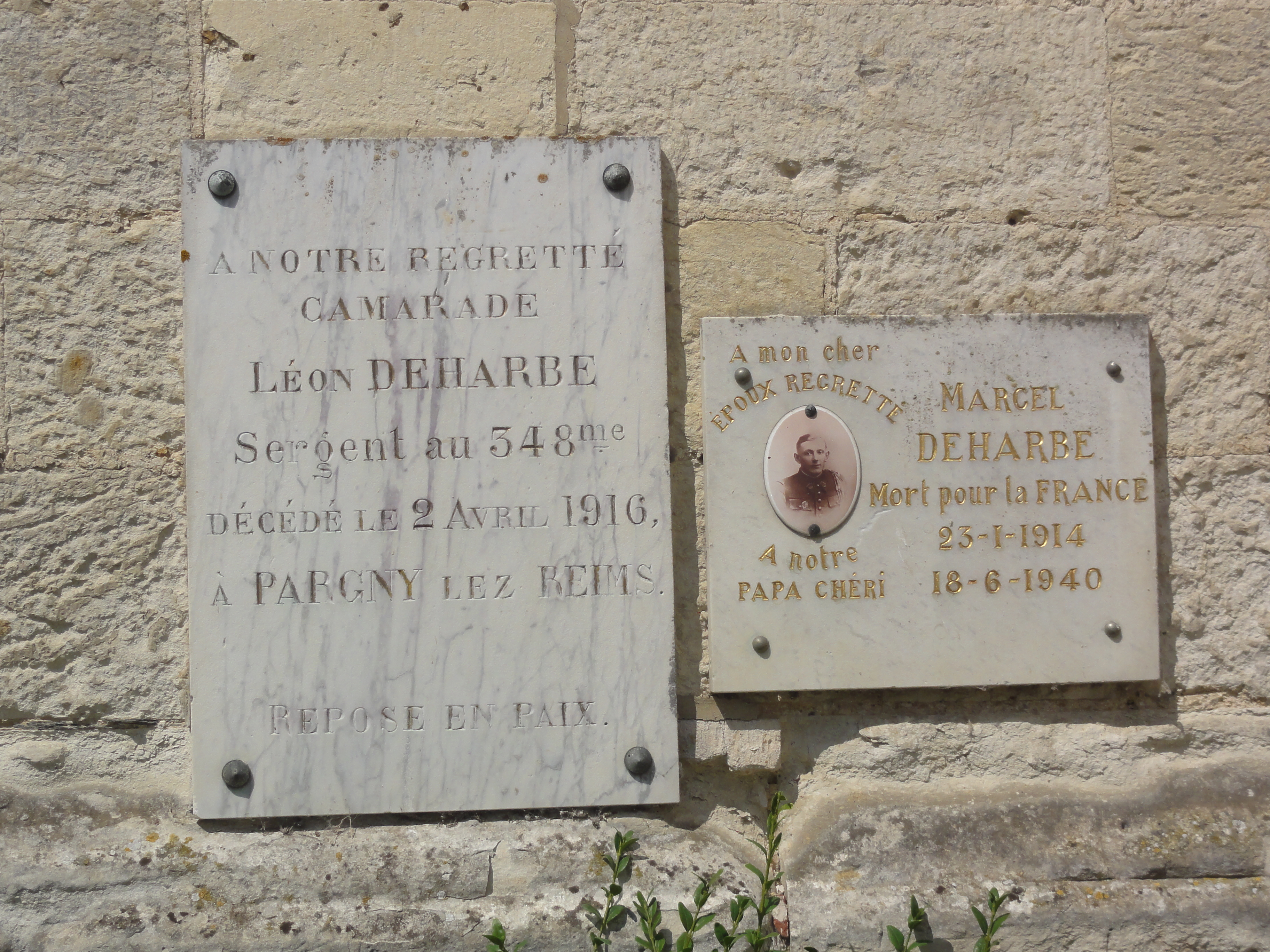
Église, plaques mémorial de guerre.
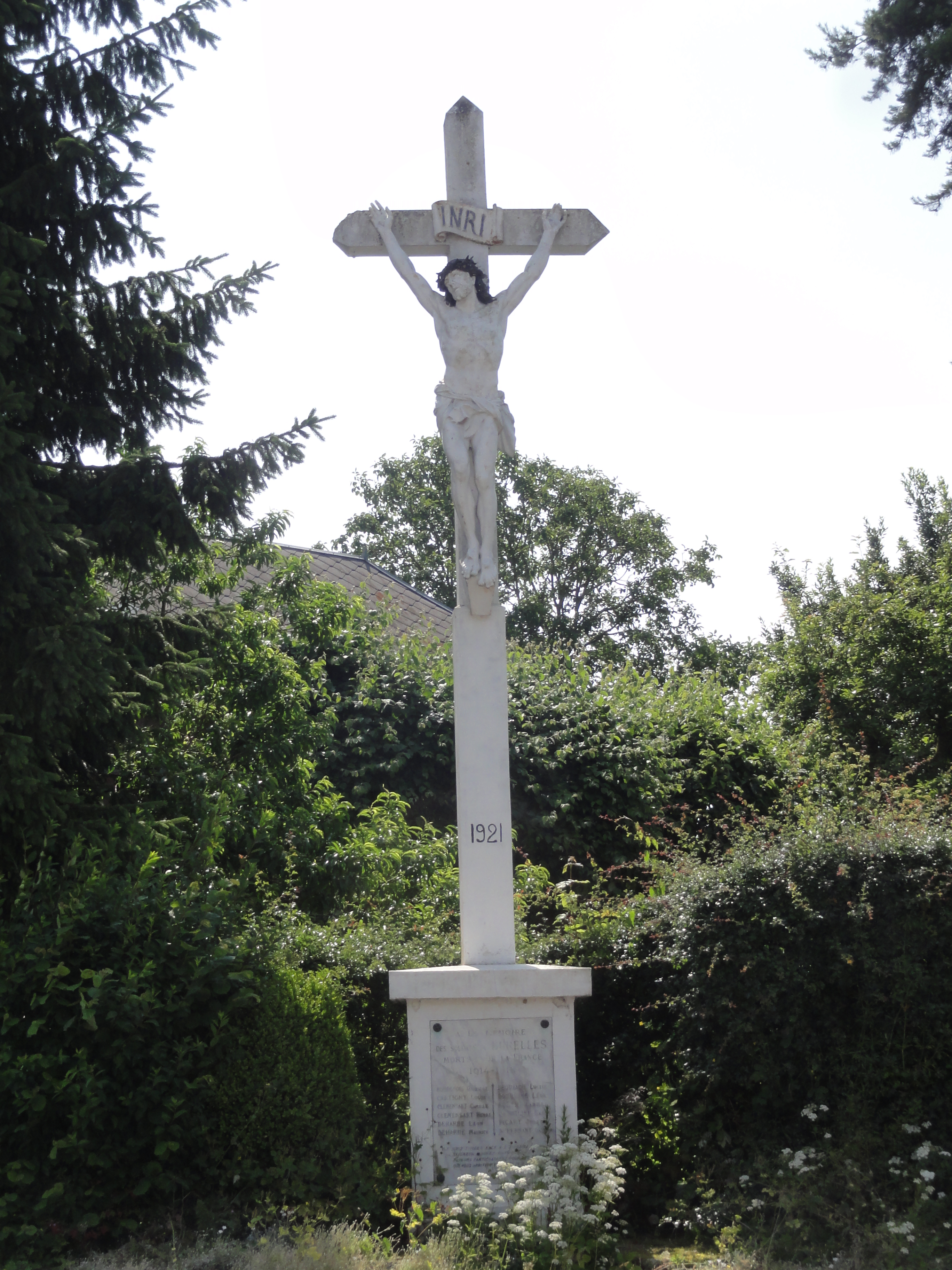
Croix de chemin mémorial de guerre.
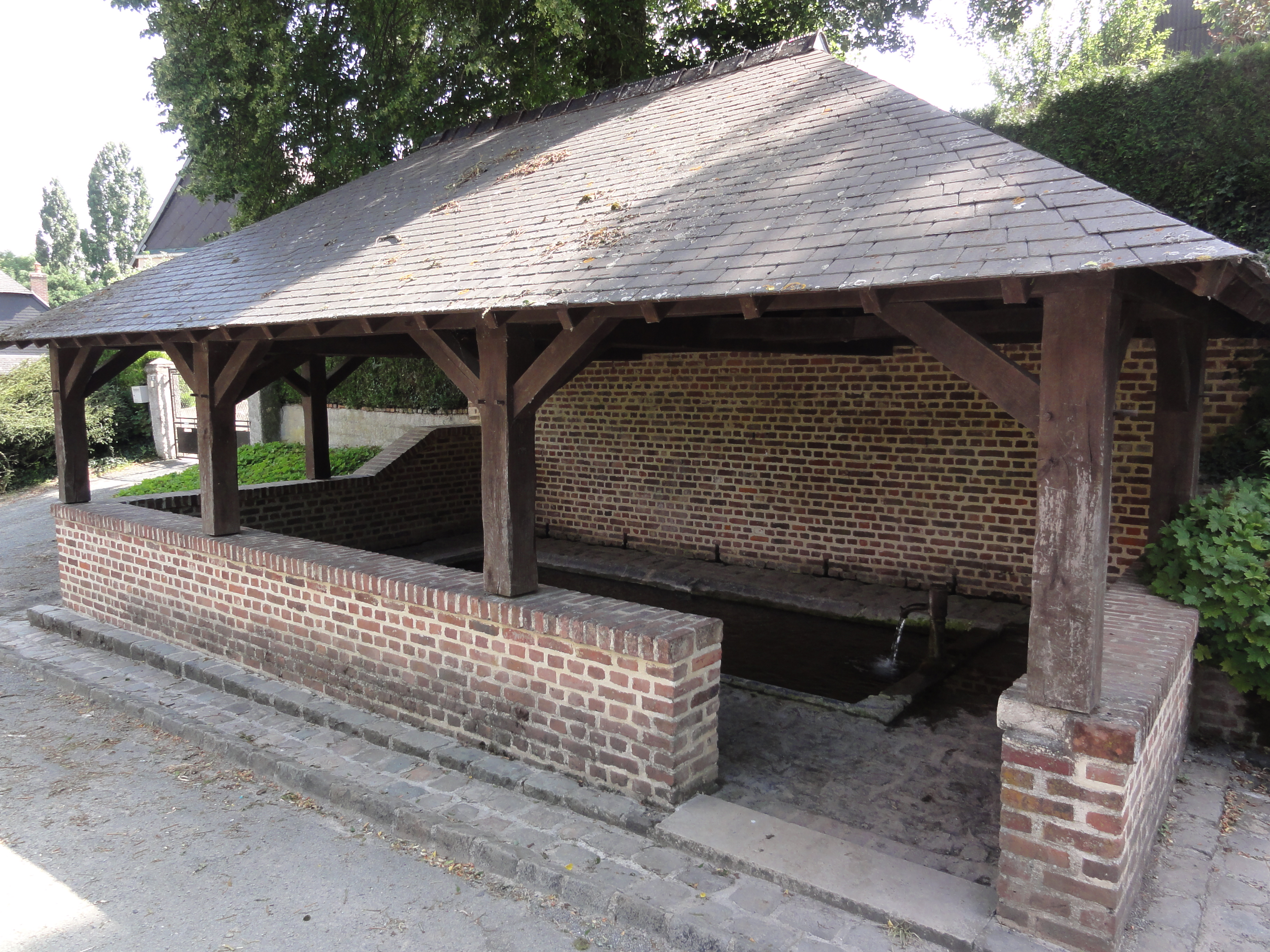
Le lavoir situé au pied de l'église..

## Pour approfondir